# Augustin Chaho
Joseph-Augustin Chaho (Atharratze-Sorholüze, Zuberoa, 10 d'octubre de 1810 - Baiona, 22 d'octubre en 1858) escriptor i periodista basc, lingüista especialitzat en euskera i en la cultura hindú. Algunes de les seves obres amb considerades precursores del nacionalisme basc.

## Formació, estudis lingüístics
Va ser estudiant de llengües orientals a París i el primer a assenyalar l'interès i antiguitat de certs elements de la cultura popular basca i relacionar-los amb altres cultures, plasmant-lo en els següents treballs: Carta al Sr. Xavier Raymond sobre les analogies existents entre la llengua basca i el sànscrit, en 1836 Études grammaticales sur la langue euskarienne (Estudis gramaticals sobre la llengua basca) que el dedica al Zazpirak-Bat (cosa que l'aconvertiria en precursor de la zazpiak bat, unió dels set, d'Euskal Herria) i "Guerra dels alfabets" que és un diccionari de quatre llengües: euskera francès, castellà i llatí. En 1838 va fundar en Tolosa de Llenguadoc la Revue deis Voyants. Posteriorment va fundar i va dirigir a Baiona el periòdic L'Ariel, d'ideologia republicana, entre 1844 i 1852, fins que Napoleó III va acabar amb la II República Francesa, clausurant el periòdic i Chaho fou bandejat a Vitòria.

## Pensament polític
Ell es considera políticament socialista, republicà, revolucionari i radical. Havia estat nomenat conseller municipal de Baiona, comandant de la guàrdia nacional i va presentar, amb èxit, la seva candidatura per al Consell General dels Baixos Pirineus (1849-1851). El seu ideari a més d'expressar-los en els articles del seu periòdic, apareix en l'obra Paroles d'un Biscaïen aux liberals de la reine Christine (Paraules d'un basc als liberals de la reina Cristina). "És un socialista revolucionari, és pro-carlí perquè s'adona que els carlins defensen els furs i, per tant, la independència basca" segons resum la historiadora basca Eukeni Goyhenetxe. Aquest plantejament no obstant això, dista de ser unànime. Alguns autors, com Jon Juaristi, sostenen que Chaho va ser probablement "un agent doble pagat en ambdues bandes", tant pels legitimistes com pels republicans francesos. Uns altres, com Javier Díaz Noci, afirmen que es tracta d'"una figura típicament romàntica (escriptor, periodista, viatger, polític radical d'esquerres, poeta, afeccionat a l'estudi de les ciències ocultes i les llengües exòtiques)", que va ser "un dels primers que van citar al País Basc com una nació oprimida per Espanya i lluitant per la seva independència", al mateix temps que "Curiosa i significativament, gens diu Chaho de l'altre País Basc, aquell on ell precisament havia nascut i residia, i que semblava no trobar-se oprimit per França"

## Precursor del nacionalisme basc
El seu llibre «Voyage en Navarre pendant l'insurrection des basques (1830-1835)» (Viatge per Navarra durant la insurrecció dels bascos), publicada en 1836 durant la Primera Guerra Carlina i considerada una formulació explícita del nacionalisme basc anterior per tant, al pensament de Sabino Arana, és juntament amb altres textos, com els apareguts en els seus articles per al periòdic L'Ariel i en l'obra Paroles d'un Biscaïen aux liberals de la reine Christine, una reivindicació de l'independentisme i de la formació d'una "federació basca" tal com resum les paraules de la historiadora Eukeni Goyhenetxe: 
| « | La independència basca es justifica per: la geografia; una frontera artificial divideix la unitat natural del poble basc; la llengua, que haurà d'ensenyar-se, la història, en la qual els bascos han ocupat un paper gloriós fins a l'arribada dels Bàrbars; el dret, els furs, que garanteixen la veritable llibertat i la veritable igualtat, contra el fals liberalisme que duu al despotisme, i contra el capitalisme[...]. Contra la conspiració franc-espanyola predica la violència fins a la insurrecció armada, tret que una federació basca restauri els furs i agrupi als bascos entre França i Espanya. | » |

D'altra banda, segons Jon Juaristi:
| « | L'objecció més contundent al suposat nacionalisme de Chaho es suporta en la certesa que ni els carlins bascos es van reconèixer en el retrat ideològic que va traçar d'ells, ni el mateix escriptor es va definir mai a si mateix com una mica distint d'un republicà francès. Ja fos Chaho un autèntic revolucionari, o bé, com jo mateix he sostingut alguna vegada, un agent legitimista infiltrat en els mitjans republicans, del que no hi ha dubte és de la seva identificació amb la pàtria francesa. Pels mateixos anys que sostenia la seva campanya en favor dels carlins espanyols des del seu periòdic L'Ariel, Chaho era comandant de la Guàrdia Nacional a Baiona. | » |

També va inventar la llegenda d'Aitor que posteriorment va passar al domini popular a través de la novel·la històrica de Navarro Villoslada, «Amaya o los vascos en el sigle VIII».
Segons Juaristi, que ha analitzat en profunditat tota les fantasies mitològiques en la qual s'assenta el nacionalisme basc original Chaho va ser un "mixtificador" però amb bones dots d'escriptor i "de poderosa imaginació per a recrear els mites", tan en voga durant el romanticisme. No obstant això, en opinió de Juaristi, la història i la cosmovisió que Chaho atribuïa als bascos és una mera adaptació dels mites aris, que els romàntics alemanys acabaven de reelaborar a partir de les traduccions de texts bramànics i avèstics. Aquests texts alemanys van arribar a França a través de Charles Nodier, de qui Chaho va ser entusiasta seguidor abans de convertir-se en solitari promotor del protonacionalisme basc. A Chaho no se li va conèixer cap seguidor durant la seva vida, excepte el seu editor, l'impressor de Baiona Lesseps, i solament un segle després els seus textos van començar a ser llegits amb entusiasme al sud del Pirineus per part del sector anticlerical del nacionalisme basc